# Distrito de South Garo Hills
South Garo Hills es un distrito de la India en el estado de Megalaya. Código ISO: IN.ML.SG.
Comprende una superficie de 1 850 km².
El centro administrativo es la ciudad de Baghmara.

## Demografía
Según censo 2011 contaba con una población total de 142 574 habitantes, de los cuales 69 252 eran mujeres y 73 322 varones.